# Francisco Bayeu

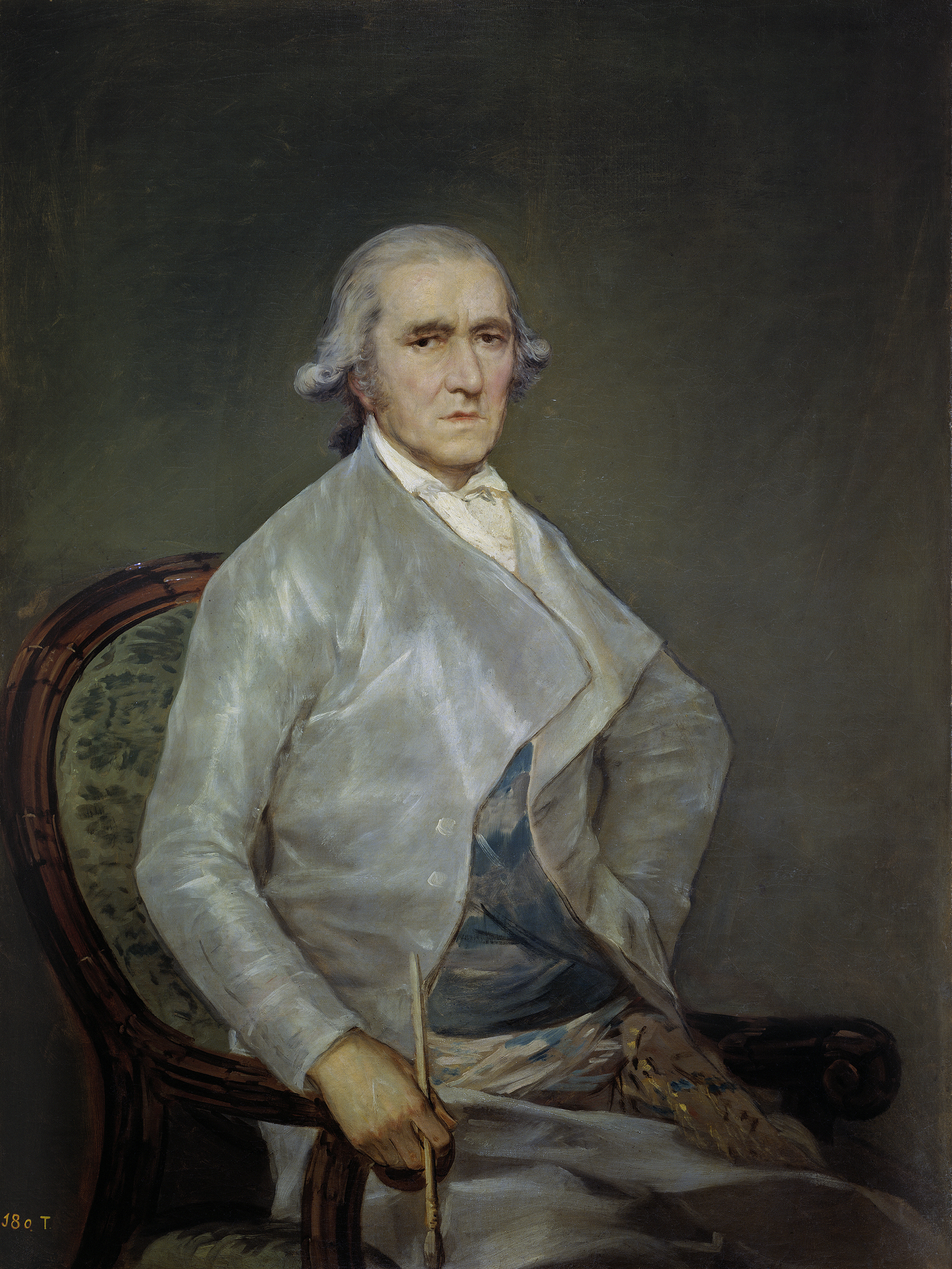
Ritratto di Francisco Bayeu (1795), di Goya, Museo del Prado, Madrid.

Francisco Bayeu y Subías (Saragozza, 9 marzo 1734 – Madrid, 4 agosto 1795) è stato un pittore spagnolo, membro di una famosa famiglia di artisti che comprendeva anche i suoi fratelli Ramón e Manuel.

## Biografia
Fu allievo di José Luzán e Antonio González Velázquez e si laureò presso la Real Academia de Bellas Artes de San Fernando nel 1758. Iniziò svolgendo lavori su committenza delle chiese e dei conventi della sua città natale.
Nel 1763 Anton Raphael Mengs lo chiamò a Madrid per farlo collaborare alla decorazione del Palazzo Reale. Grazie alla protezione di Mengs, divenne uno degli artisti più influenti della capitale e, nel 1767, fu nominato pittore della corte di re Carlo III di Spagna.
Assieme al fratello Ramón e sotto la direzione di Mengs, realizzò cartoni per arazzi per la Fabbrica Reale di Tapices.
Fu uno dei primi protettori del giovane Goya, introducendolo a corte: Goya divenne suo cognato sposando la sorella di Francisco, Josefa Bayeu, nel 1773.
Dipinse scene allegoriche per i palazzi reali di Madrid, il Palazzo reale di Aranjuez, il Palazzo Reale di El Pardo, La Granja de San Ildefonso, e per varie chiese: la Collegiata di San Ildefonso, il Monastero reale dell'Incarnazione (Madrid), la Basilica del Pilar (Saragozza), il chiostro della cattedrale di Toledo.
Nel 1788 fu nominato direttore dell'Academia de Bellas Artes. Negli ultimi anni si dedicò in modo particolare ai ritratti.

## Opere

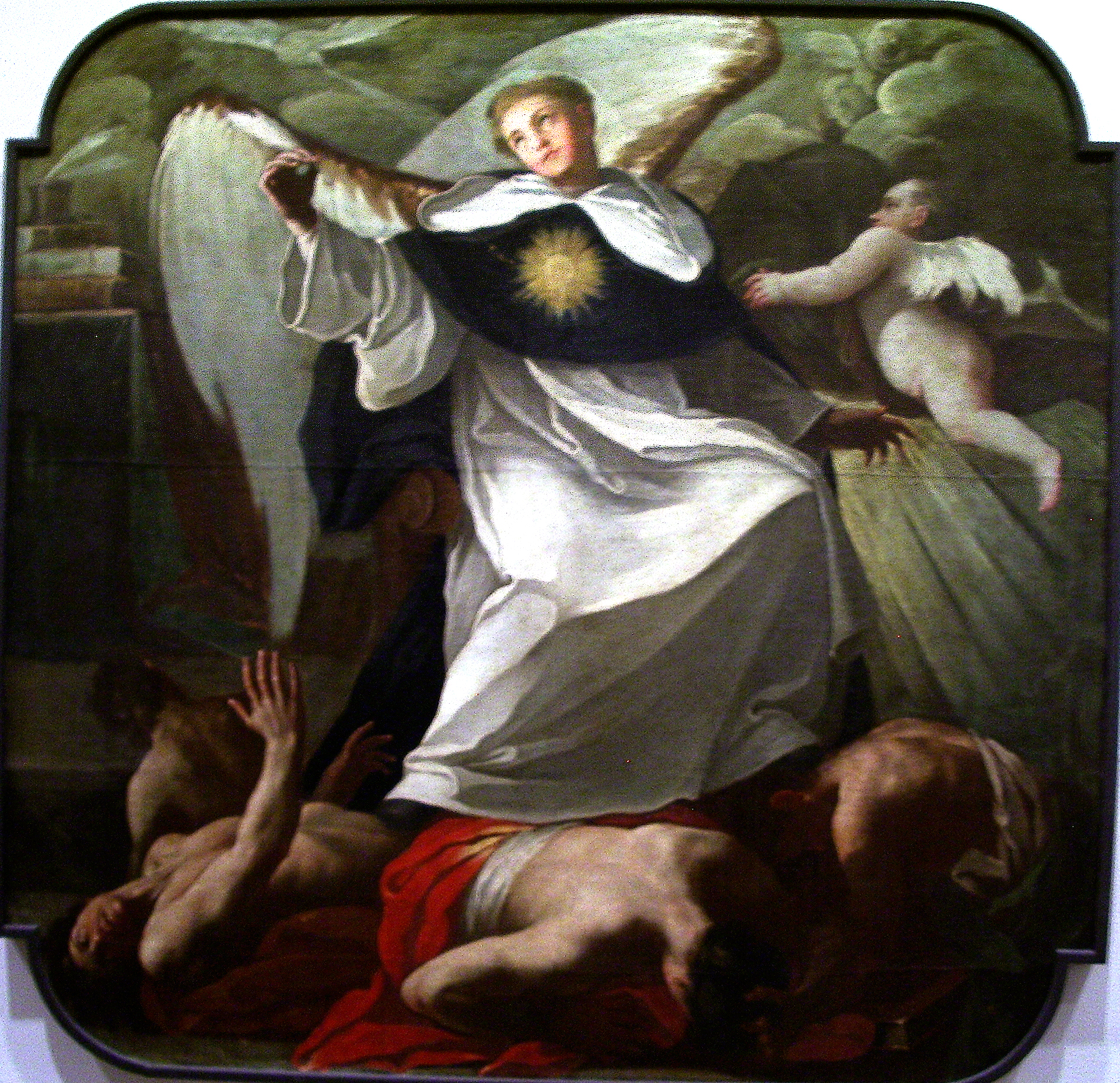
San Tommaso d'Aquino trionfa sugli eretici (c. 1760), Museo di Saragozza

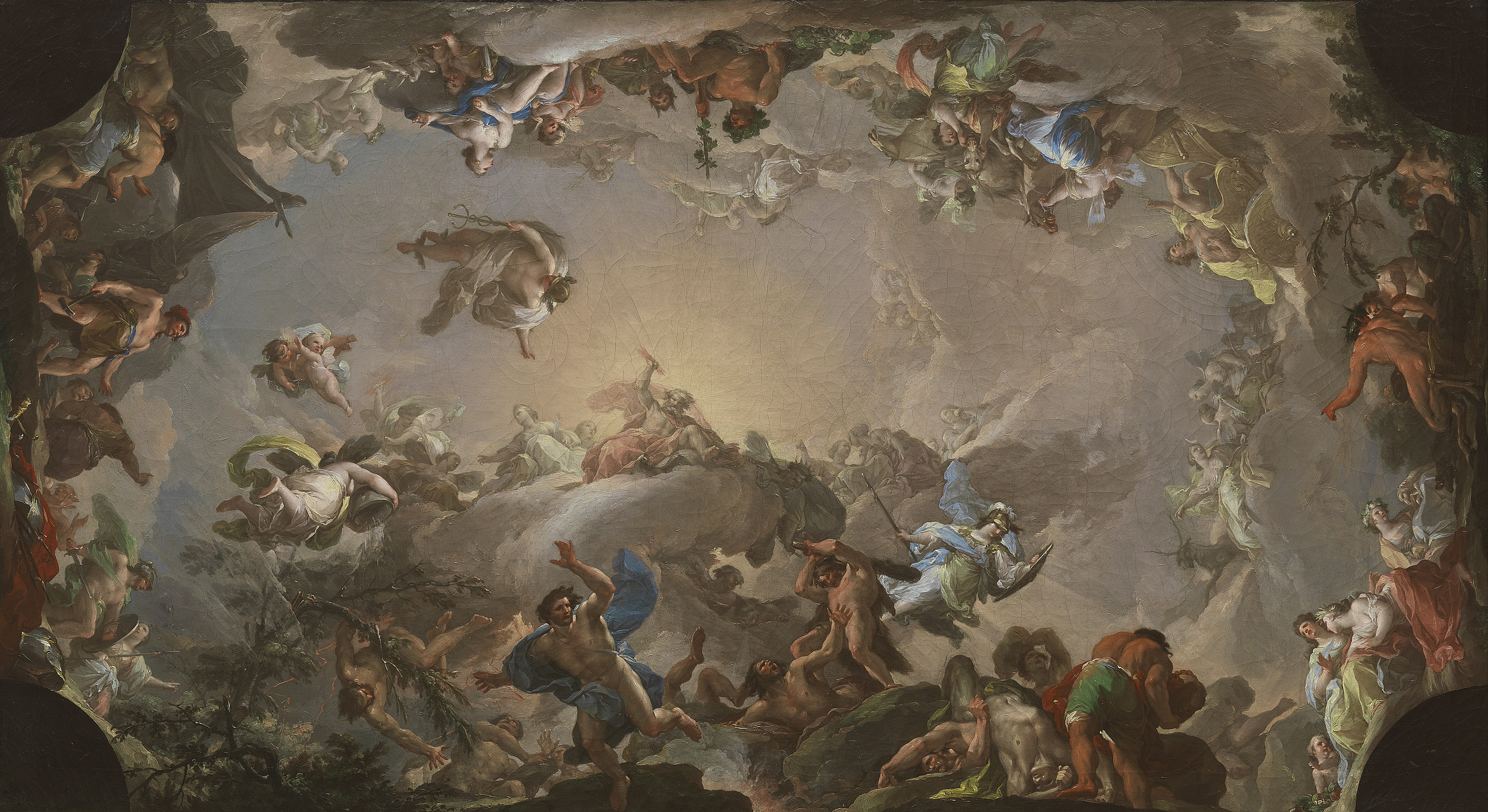
El Olimpo: batalla con los gigantes, 1764

La maggior parte dei suoi soggetti fu di carattere religioso o storico. Influenzato inizialmente dall'arte barocca italiana, in seguito Bayeu, sotto l'influsso di Mengs, si orientò decisamente verso i dettami neoclassici.
- Pittura religiosa:
  - Quadri per il convento di San Pascual (Aranjuez), 1769
  - Una Assunzione per la chiesa di Pedrola, 1788
  - Una Assunzione per la chiesa du Nuestra Señora de la Asunción a Valdemoro, 1790
  - Una Sacra Famiglia, oggi al Museo del Prado
  - San Giacomo visitato dalla Vergine, 1760, Londra, National Gallery
- Affreschi:
  - Palazzo Reale di Madrid: La resa di Granada, La caduta dei Giganti (1763); Ercole nell'Olimpo (1769)
  - Volta del convento de La Encarnación: La Vergine e Cristo appaiono a sant'Agostino (1765-1766)
  - Cupola della Collegiata di San Ildefonso (1772)
  - Volta della Basilica del Pilar (1772-1780)
  - Palazzo del Pardo: Allegoria della Monarchia Spagnola, sul soffitto del Salone degli ambasciatori (1774), volta della sala da pranzo del casino del principe (1788)
  - Chiostro della cattedrale (Toledo), 1776
  - Palazzo reale di Aranjuez: cappella (1778) e oratorio reali (1791)
- Ritratti:
  - Ritratto di Feliciana Bayeu (Museo del Prado)
  - Ritratto di doña Paula Melzi (Museo di Huesca)
  - Due Autoritratti, uno dei quali del 1792 circa
  - Ritratto di Sebastiana, moglie dell'artista (Museo di Saragozza)